# Kim tự tháp Lepsius XXIV
Lepsius XXIV là một kim tự tháp nằm trong khu nghĩa trang hoàng gia Abusir tại Ai Cập, giáp phía đông của Kim tự tháp Neferefre và phía nam của Kim tự tháp Khentkaus II. Ngôi mộ kim tự tháp này đã bị hủy hoại gần như là hoàn toàn, được cho là thuộc về một bà vợ của pharaon Nyuserre Ini.

## Lịch sử khảo cổ
Trong một chuyến khám phá Ai Cập vào năm 1842 - 1845, nhà Ai Cập học Karl Richard Lepsius đã tìm thấy hai cấu trúc kim tự tháp nhỏ và đã đánh số thứ tự cho chúng là 24 (XXIV) và 25 (XXV) trong danh sách những kim tự tháp của ông. Cả hai ngôi mộ này đều bị phá hủy rất nghiêm trọng. Ludwig Borchardt, người đã khai quật khu nghĩa trang Abusir vào 6 năm sau đó, lại nhận định rằng chúng chỉ là tàn tích của một ngôi mộ mastaba đơn hoặc đôi và đã không tìm hiểu sâu hơn về chúng.
Sau một thời gian dài bị rơi vào quên lãng, một nhóm các nhà khảo cổ đến từ Cộng hòa Séc, dẫn đầu bởi Miroslav Verner, đã tiến hành cuộc khai quật đầu tiên tại hai ngôi mộ Lepsius XXIV và XXV vào năm 1980-1981, những lần sau đó là vào các năm 1987, 1990 và 1994. Họ đã xác định được rằng, đây là một phức hợp kim tự tháp với một kim tự tháp vệ tinh và một cấu trúc đền tang lễ thuộc triều đại của vua Nyuserre Ini thuộc Vương triều thứ 5.
Thật may mắn rằng, chữ khắc trên kim tự tháp vẫn còn đọc được. Nó cho biết, Nyuserre đã xây ngôi mộ này dành cho một người vợ của mình, có lẽ là hoàng hậu Reptynub, người vợ duy nhất được chứng thực của ông.

## Cấu trúc

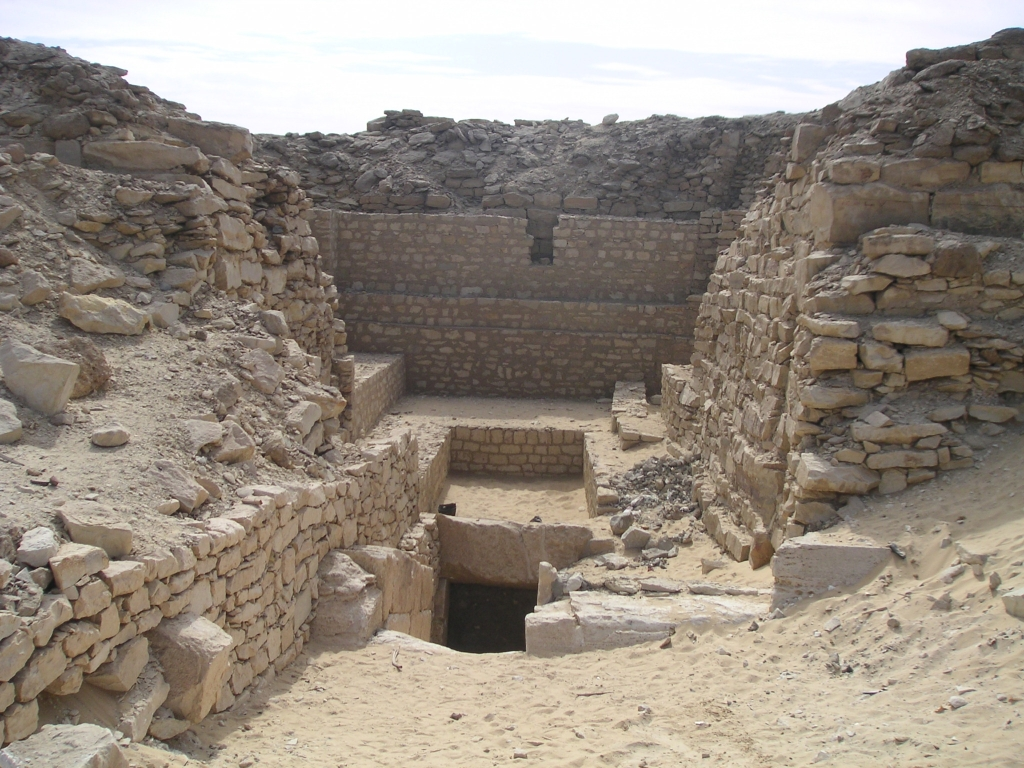
Lối vào bên trong kim tự tháp chính

### Đền tang lễ
Đền tang lễ được đặt ở phía đông của kim tự tháp, một vị trí thường thấy ở các phức hợp khác và có cấu trúc khá đơn giản. Ngoại trừ một cửa giả nằm ở sát mặt đông của kim tự tháp chính, dường như đền thờ này không được trang trí bởi vì không tìm thấy mảnh vỡ của bức phù điêu nào. Cấu trúc của ngôi đền đã bị hư hỏng nặng nề, khiến cho việc thiết lập bản đồ về nó trở nên bất khả thi.

### Kim tự tháp vệ tinh
Ở phía đông nam của khu phức hợp là một kim tự tháp vệ tinh. Tương tự với số phận của đền tang lễ, nó chỉ còn trơ lại một vài khối gạch bằng đá vôi của phần vỏ ngoài ở góc tây và tây bắc. Các cạnh của kim tự tháp vệ tinh xấp xỉ 10 mét và hướng của nó hơi khác biệt một chút so với kim tự tháp chính.

### Kim tự tháp chính
Với số đo các cạnh là 31,5 mét và độ dốc 60°15', kim tự tháp ban đầu có chiều cao khoảng 27,3 mét, nhưng ngày nay tàn tích của nó chỉ còn cao 5 mét. Theo những nghiên cứu sau này, lõi của kim tự tháp gồm có 3 bậc. Bậc thứ nhất bên dưới được làm hoàn toàn từ cát sỏi và đá dăm, sau đó được phủ ngoài một lớp đá rắn. Một con dốc nằm theo hướng bắc-nam dùng để vận chuyển vật liệu xây dựng lớp này. Bậc thứ hai có dạng xiên, cũng được làm với các vật liệu như bậc đầu tiên. Lớp thứ ba đã không còn nữa. Một lớp phủ bằng đá vôi bao bọc bên ngoài các bậc lõi được thêm vào sau đó.

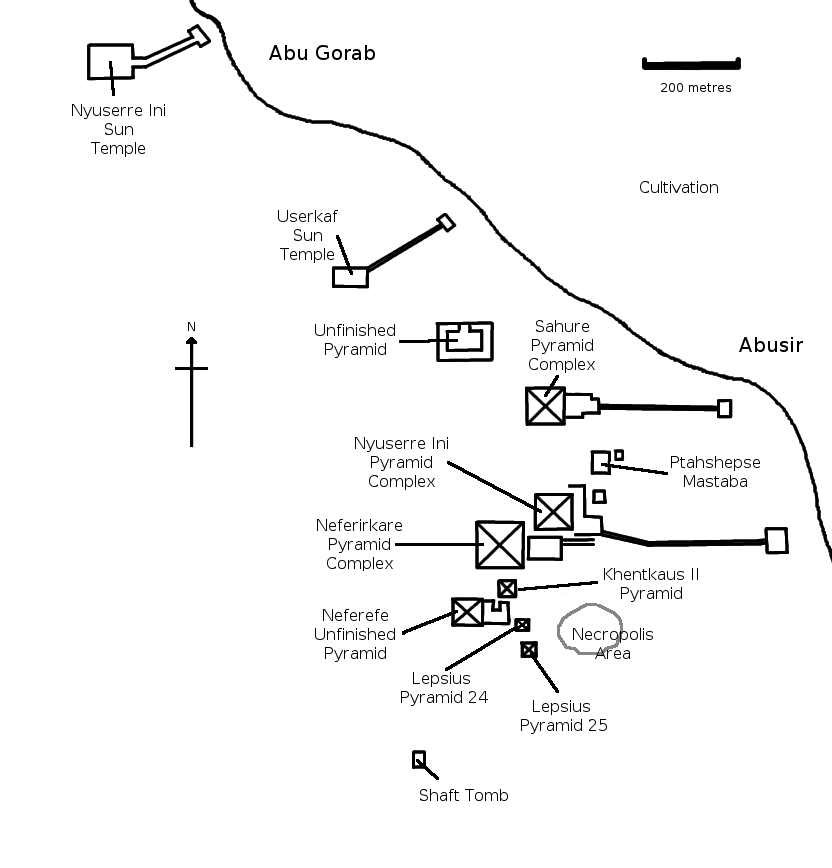
Bản đồ khu vực Abusir

Tên của vị tể tướng Ptahshepses (đại thần và là con rể của vua Nyuserre) xuất hiện trên nhiều phần của kim tự tháp.
Lối vào cấu trúc ngầm dưới đất nằm ở mặt bắc của kim tự tháp. Gạch đá của hành lang lối vào đã bị lấy đi gần hết. Căn phòng chôn cất đã từng chứa một cỗ quan tài bằng đá granite đỏ dựa vào những mảnh vỡ dưới nền phòng. Nhiều mảnh vỡ của những bình đựng nội tạng, các hũ lọ thạch cao và cây nạy miệng bằng đồng (dùng trong lễ mở miệng người chết) cũng được tìm thấy. Bên cạnh đó là xác ướp đã bị hủy hoại của một phụ nữ ở tầm độ tuổi 23 nhưng lại không rõ là ai. Xác ướp đã được lấy đi phần não, một tập tục ướp xác chỉ có từ thời Trung vương quốc, cho thấy người phụ nữ này đã được nhập táng vào những thời kỳ sau.